# آنسامبل آماری
در فیزیک، هنگرد آماری یا آنسامبل آماری (به انگلیسی: ensemble) به مجموعهٔ فرضی‌ای گفته می‌شود که شامل تعداد زیادی (گاهی تعداد نامتنهاهی‌ای) از یک سامانهٔ فیزیکی است.
این سامانه‌ها کپی‌هایی از یکدیگر هستند ولی هر کدام در یکی از وضعیت‌های ممکن (برای سامانه) قرار دارند.
مفهوم هنگرد را گیبس در سال ۱۹۰۲ در فیزیک آماری و ترمودینامیک معرفی کرد. یک آنسامبل در واقع توزیع احتمال وضعیت‌های فیزیکی ممکن برای سامانه است.
آنسامبل ترمودینامیکی نوع ویژه‌ای از هنگرد آماری است که در حالت تعادل قرار دارد و برای محاسبهٔ ویژگی‌های یک سیستم ترمودینامیکی به‌کار می‌رود.

## هنگردهای ترمودینامیکی
- هنگرد ریزبندادی (به انگلیسی: microcanonical ensemble) در این هنگرد (آنسامبل)، انرژی کل سیستم و تعداد کل ذرات سیستم ثابت است. (سیستم نمی‌تواند انرژی یا ذره تبادل کند)
- هنگرد بندادی (به انگلیسی: canonical ensemble) در این هنگرد (آنسامبل)، انرژی دقیقاً مشخص نیست ولی تعداد ذرات ثابت است. به جای انرژی، مقدار دما است که ثابت می‌ماند. آنسامبل کانونیک برای توصیف سیستم بسته‌ای که در تبادل گرمایی ضعیف با حمام گرمایی است به کار می‌آید. این سیستم اگر در تبادل گرمایی ضعیف با سیستم‌های دیگر با دمای مشابه باشد در تعادل می‌ماند.
- هنگرد بزرگ‌بندادی (به انگلیسی: grand canonical ensemble) در این آنسامبل نه انرژی ثابت است و نه تعداد ذرات ثابت، به جای اینها دما و پتانسیل شیمیایی ثابت هستند. این آنسامبل برای توصیف سیستمهای باز مناسب است که در تبادل ضعیف با یک مخزن است. (تبادل گرمایی، تبادل شیمیایی، تبادل تابشی، تبادل الکتریکی و …) این سیستم اگر در تبادل ضعیف با سیستم‌های دیگر با دما و پتانسیل شیمیایی مشابه باشد در تعادل است.[۲]

## کاربرد آنسامبل آماری
مجموعه متعارف مجموعه‌ای است که حالت‌های احتمالی سیستمی را توصیف می‌کند که با یک حمام گرمایی در تعادل حرارتی است (مشتق این واقعیت را می‌توان در گیبس یافت).
مجموعه متعارف برای سیستم‌هایی با هر اندازه ای اعمال می‌شود. در حالی که لازم است فرض کنیم که حمام حرارتی بسیار بزرگ است (یعنی یک حد ماکروسکوپی را در نظر بگیرید)، سیستم ممکن است کوچک یا بزرگ باشد.
شرایط ایزوله مکانیکی سیستم برای اطمینان از مبادله انرژی با هیچ جسم خارجی به جز حمام حرارتی ضروری است. به‌طور کلی، مطلوب است که مجموعه متعارف را برای سیستم‌هایی که در تماس مستقیم با حمام حرارتی هستنداعمال کنیم، زیرا این تماس است که تعادل را تضمین می‌کند. در موقعیت‌های عملی، استفاده از مجموعه متعارف معمولاً ۱) با فرض اینکه تماس از نظر مکانیکی ضعیف است، یا ۲) با ادغام بخشی مناسب از اتصال حمام حرارتی در سیستم تحت تجزیه و تحلیل توجیه می‌شود، به طوری که تأثیر مکانیکی اتصال. بر روی سیستم در داخل سیستم مدل شده‌است.
هنگامی که انرژی کل ثابت است اما وضعیت داخلی سیستم ناشناخته است، توصیف مناسب مجموعه متعارف نیست، بلکه مجموعه میکروکانونیکال است. برای سیستم‌هایی که تعداد ذرات متغیر است (به دلیل تماس با مخزن ذرات)، توصیف صحیح مجموعه بزرگ متعارف است. در کتاب‌های درسی فیزیک آماری برای سیستم‌های ذره‌ای در حال تعامل، این سه مجموعه از نظر ترمودینامیکی معادل فرض می‌شوند: نوسانات مقادیر ماکروسکوپی حول مقدار متوسط آن‌ها کوچک می‌شود و با گرایش تعداد ذرات به بی‌نهایت، تمایل به ناپدید شدن دارند. در حد اخیر که حد ترمودینامیکی نامیده می‌شود، محدودیت‌های متوسط به‌طور مؤثر به محدودیت‌های سخت تبدیل می‌شوند. فرض هم‌ارزی مجموعه به گیبس برمی گردد و برای برخی از مدل‌های سیستم‌های فیزیکی با فعل و انفعالات کوتاه برد و در معرض تعداد کمی از محدودیت‌های ماکروسکوپی تأیید شده‌است. با وجود این واقعیت که بسیاری از کتاب‌های درسی هنوز این پیام را دارند که هم‌ارزی مجموعه برای همه سیستم‌های فیزیکی وجود دارد، در دهه‌های گذشته نمونه‌های مختلفی از سیستم‌های فیزیکی پیدا شده‌اند که برای آنها شکسته شدن هم‌ارزی مجموعه رخ می‌دهد.

## مجموعه‌های نمونه

### توزیعبولتزمنسیستم‌های قابل تفکیک
اگر یک سیستم توصیف شده توسط یک گروه متعارف را بتوان به بخش‌های مستقل جدا کرد (این اتفاق در صورتی رخ می‌دهد که قسمت‌های مختلف برهمکنش نداشته باشند)، و هر یک از آن بخش‌ها دارای یک ترکیب (ماده) ثابت باشد، آن‌گاه هر بخش می‌تواند به عنوان یک سیستم برای خود دیده شود و توسط یک مجموعه متعارف که دارای همان دمای کل است توصیف شود. علاوه بر این، اگر سیستم از چندین بخش مشابه تشکیل شده باشد، هر قسمت دقیقاً توزیع مشابهی با قسمت‌های دیگر دارد.
به این ترتیب، مجموعه متعارف دقیقاً توزیع بولتزمن (همچنین به عنوان آمار ماکسول-بولتزمن شناخته می‌شود) برای سیستم‌هایی با هر تعداد ذره ارائه می‌کند. در مقایسه، توجیه توزیع بولتزمن از مجموعه میکروکانونیکال فقط برای سیستم‌هایی با تعداد قطعات زیاد (یعنی در حد ترمودینامیکی) اعمال می‌شود.
خود توزیع بولتزمن یکی از مهم‌ترین ابزارها در به‌کارگیری مکانیک آماری در سیستم‌های واقعی است، زیرا مطالعه سیستم‌هایی را که می‌توانند به بخش‌های مستقل جدا شوند (به عنوان مثال، ذرات در گاز، حالت‌های الکترومغناطیسی در یک حفره، پیوندهای مولکولی) به‌طور گسترده ساده می‌کند. در یک پلیمر).

### Ising model (strongly interacting system)
در سیستمی متشکل از قطعاتی که با یکدیگر تعامل دارند، معمولاً نمی‌توان راهی برای جدا کردن سیستم به زیرسیستم‌های مستقل، همان‌طور که در توزیع بولتزمن انجام شد، پیدا کرد. در این سیستم‌ها لازم است به استفاده از بیان کامل مجموعه متعارف به منظور توصیف ترمودینامیک سیستم در هنگام ترموستات شدن آن به حمام حرارتی متوسل شود. مجموعه متعارف به‌طور کلی ساده‌ترین چارچوب برای مطالعات مکانیک آماری است و حتی به فرد اجازه می‌دهد تا راه حل‌های دقیقی را در برخی از سیستم‌های مدل در حال تعامل به دست آورد.
یک مثال کلاسیک از این مدل، مدل Ising است که یک مدل اسباب‌بازی است که به‌طور گسترده برای پدیده‌های فرومغناطیس و تشکیل تک‌لایه خودآرایی شده بحث شده‌است و یکی از ساده‌ترین مدل‌هایی است که انتقال فاز را نشان می‌دهد. لارس اونساگر دقیقاً انرژی آزاد یک مدل آیزینگ شبکه مربعی با اندازه بی‌نهایت را در میدان مغناطیسی صفر، در مجموعه متعارف محاسبه کرد.

## توصیفات دقیقی برای آنسامبل آماری
به این دلیل که مفهوم زیرحالت یا microstate در مکانیک کوانتومی یا کلاسیک دارای دو تعریف متفاوت است بیان دلیل ریاضیاتی برای یک مجموعه آماری برای هر یک نوع خاصی دارد. در مکانیک کوانتوم آنسامبل آماری توصیف ساده ای را ارائه می‌دهد زیرا مورب سازی مجموعه ای مجزا از ریز حالت‌ها با انرژی‌های خاص را فراهم می‌سازد. همین ادعا در مکانیک کلاسیک پیچده تر به نظر می‌رسد زیرا به جای آن یک فضای فاز متعارف یکپارچه را شامل می‌شود و اندازه ریز حالت‌ها را می‌توان تا حدودی با اختیار تعیین کرد.

### مکانیک کوانتومی
یک مجموعه آماری در مکانیک کوانتومی با یک ماتریس چگالی{\displaystyle {\hat {\rho }}} نشان داده می‌شود
{\displaystyle {\hat {\rho }}=\exp \left({\tfrac {1}{kT}}(F-{\hat {H}})\right),}
که در این فرمول Ĥ عملگر انرژی کل سیستم exp() عملگر نمایی ماتریس است. انرژی آزاد F با شرط نرمال شدن احتمال که ماتریس چگالی اثری از یک داشته باشد تعیین می‌شود.{\displaystyle \operatorname {Tr} {\hat {\rho }}=1}
{\displaystyle e^{-{\frac {F}{kT}}}=\operatorname {Tr} \exp \left(-{\tfrac {1}{kT}}{\hat {H}}\right).}
اگر حالت‌های ویژه و مقادیر ویژه انرژی سیستم مشخص باشد مجموعه متعارف را می‌توان به شکلی ساده با استفاده از نماد براکتی (براکت نوتیشن) نوشت. با توجه به یک پایه کامل از حالت‌های ویژه انرژی |ψi⟩ نمایه شده توسط i مجموعه متعارف عبارتست از:
{\displaystyle {\hat {\rho }}=\sum _{i}e^{\frac {F-E_{i}}{kT}}|\psi _{i}\rangle \langle \psi _{i}|}
{\displaystyle e^{-{\frac {F}{kT}}}=\sum _{i}e^{\frac {-E_{i}}{kT}}.}
که در آن Ei مقادیر ویژه انرژی هستند که با Ĥ|ψi⟩ = Ei|ψi⟩ تعیین می‌شوند به عبارت دیگر مجموعه ای از ریز حالت‌ها در مکانیک کوانتومی توسط مجموعه ای کامل از حالت‌های ساکن به دست می‌آید. در این مبنا ماتریس چگالی مورب است و ورودی‌های مورب هر کدام مستقیماً یک احتمال می‌دهند.

### مکانیک کلاسیک
در مکانیک کلاسیک یک مجموعه آماری با یک تابع چگالی احتمال مشترک در فضای فاز سیستم ρ(p1, … pn, q1, … qn) نشان داده می‌شوند که در آن p1, … pn و q1, … qn مختصات درجات آزادی داخل سیستم هستند. در یک سیستم از ذرات تعداد درجات آزادی n به تعداد ذرات N بستگی دارد. به نحوی که به وضعیت فیزیکی هم بستگی دارد برای گاز سه بعدی تک اتمی n=3N در نظر گرفته می‌شود و همچنین درجات آزادی چرخشی و ارتعاشی در گازهای دو اتمی وجود خواهند داشت.
تابع چگالی احتمال برای آنسامبل آماری:
{\textstyle \rho ={\frac {1}{h^{n}C}}e^{\frac {F-E}{kT}}}
در حالی که:
- E انرژِی سیستم مورد نظر است که تابعی از فاز (p1, … qn)
- h یک ثابت از پیش تعیین شده با دیمانسیون energy×time است که وسعت یک ریزحالت را تنظیم می‌کند و ابعاد صحیح را به ρ تحویل می‌دهد[note ۱]
- C یک ضریب تصحیح بیش شماری است که اغلب برای سیستم‌های ذرات استفاده می‌شود که در آن ذرات یکسان قادر به تغییر مکان با یکدیگر هستند.[note ۲]
- F یک عامل نرمال کننده را فراهم می‌کند و همچنین تابع حالت مشخصه انرژی آزاد است.

برای تاکیدF بیش تر مقدار با توجه به اینکه ρ یک تابع چگالی احتمال نرمال شده‌است تعیین می‌شود:
{\displaystyle e^{-{\frac {F}{kT}}}=\int \ldots \int {\frac {1}{h^{n}C}}e^{\frac {-E}{kT}}\,dp_{1}\ldots dq_{n}} این انتگرال روی کل فضای فازی گرفته می‌شود.
به عبارت دیگر یک ریز حالت در مکانیک کلاسیک یک منطقه فضای فاز است و این ناحیه دارای hnC حجمی است. و این بدان معنی است که هر ریز حالت طیفی از انرژی را در بر می‌گیرد اما این محدوده را می‌توان با انتخاب یک بسیار کوچک به‌طور دلخواه باریک کرد. انتگرال فضای فاز را می‌توان به یک جمع بر روی ریز حالت‌ها تبدیل کرد زمانی که فصای فاز به میزان کافی به خوبی تقسیم می‌شود